# Transat Jacques-Vabre 1993
Navigation
1995
La Transat Jacques-Vabre 1993 est la première édition de la Transat Jacques-Vabre et se dispute en solitaire.

## Type de bateau
Deux types de bateaux sont admis à participer :
- Des voiliers monocoques d'une longueur comprise entre 59 et 60 pieds, c'est-à-dire d'environ 18 mètres. Ces bateaux doivent répondre aux règles de la classe des 60 pieds IMOCA.
- Des voiliers multicoque dont la longueur est de 60 pieds soit 18,28 m. Ces bateaux doivent répondre aux règles de la classe ORMA.

## Parcours[2]
Le parcours relie cette année Le Havre à Carthagene.
Les concurrents sont tenus de respecter le dispositif de séparation du trafic (DST) entre le cap Finisterre et les îles Canaries. 

## Participants[1]
13 bateaux sont inscrits pour la course (5 ORMA et 8 IMOCA).

### ORMA[3]
| Classe ORMA (5 inscrits) | Classe ORMA (5 inscrits) | Classe ORMA (5 inscrits) | Classe ORMA (5 inscrits) | Classe ORMA (5 inscrits) | Classe ORMA (5 inscrits)         |
| Concurrents              | Concurrents              | Bateau                   | Bateau                   | Classement               | Arrivée                          |
| Skipper                  | Nationalité              | Nom du bateau            | Lancement                | Général                  | Temps                            |
| ------------------------ | ------------------------ | ------------------------ | ------------------------ | ------------------------ | -------------------------------- |
| Paul Vatine              | France                   | Haute Normandie          | 1988                     | 1er                      | 16 jours et 46 minutes           |
| Laurent Bourgnon         | Suisse                   | Primagaz                 | 1990                     | 2e                       | 16 jours, 8 heures et 39 minutes |
| Francis Joyon            | France                   | Banque Populaire         | 1985                     | 3e                       | 17 jours, 1 heure et 26 minutes  |
| Hervé Laurent            | France                   | Buchy Vacances           | 1984                     | 4e                       | 18 jours, 23 heures et 5 minutes |
| Eric Dumont              | France                   | Casino d'Etretat         | 1990                     | Abandon                  | Abandon                          |

### IMOCA[4]
| Classe IMOCA (8 inscrits) | Classe IMOCA (8 inscrits) | Classe IMOCA (8 inscrits) | Classe IMOCA (8 inscrits) | Classe IMOCA (8 inscrits)         | Classe IMOCA (8 inscrits)         |
| Concurrents               | Concurrents               | Bateau                    | Bateau                    | Classement                        | Arrivée                           |
| Skipper                   | Nationalité               | Nom du bateau             | Lancement                 | Général                           | Temps                             |
| ------------------------- | ------------------------- | ------------------------- | ------------------------- | --------------------------------- | --------------------------------- |
| Yves Parlier              | France                    | Cacolac d'Aquitaine       | 1990                      | 1er                               | 18 jours, 23 heures et 38 minutes |
| Alain Gautier             | France                    | Bagages Supérior          | 1992                      | 2e                                | 20 jours, 5 heures et 51 minutes  |
| Loïck Peyron              | France                    | Fujicolor III             | 1992                      | 3e                                | 20 jours, 20 heures et 45 minutes |
| Jean-Luc Van Der Heede    | France                    | Citadines                 | 1991                      | 4e                                | 21 jours, 11 heures et 13 minutes |
| Mike Birch                | Canada                    | Biscuits La Trinitaine    | 1990                      | 5e                                | 22 jours, 19 heures et 41 minutes |
| Gerry Roufs               | Canada                    | Groupe LG                 | 1989                      | 6e                                | 23 jours, 1 heure et 39 minutes   |
| Vincent Riou              | France                    | Maître Coq                | 1992                      | 7e                                | 28 jours et 13 heures             |
| Marie Sergent             | France                    | Du Pareil au Même         | N/C                       | Abandon à la suite d'un chavirage | Abandon à la suite d'un chavirage |